# Маншон, Гастон
Гастон Маншон (Гастон Альбер Маншон, фр. Gaston Albert Manchon; 2 сентября 1855, Руан — 17 июня 1951, Руан) — французский гравёр, мастер офорта.

## Биография
Родился в 1855 году в Руане (Нормандия) в зажиточной семье. Был связан родством с семьёй предпринимателей Маншон-Леметр из города Больбека (также в Нормандии). Среди его учителей был Поль Бодуэн. Став самостоятельным художником, Маншон работал преимущественно в технике офорта, создавая как полностью оригинальные работы по собственным эскизам, так и офорты с оригиналов других художников (Пюви де Шаванна, Жерико и других). Некоторые гравюры Маншона при его жизни публиковались в французских журналах, таких, как «Вестник изящных искусств» («Gazette des beaux-arts»).
С 1887 года был членом Общества французских офортистов. В 1881—1902 годах регулярно выставлял свои офорты в Париже на ежегодном Салоне французских художников, а начиная с 1903 года — на салоне Национального общества изящных искусств. В 1893 году выставлял свои работы на Всемирной выставке в Чикаго, а в 1900 году, на Всемирной выставке в Париже, за гравюру с оригинала Пюви де Шаванна получил серебряную медаль.
Не позднее, чем с начала 1890-х годов снова проживал в родном Руане. С 1891 года состоял членом Нормандского общества гравёров; был также членом Руанской академии изящной словесности и художеств, вице-президентом Общества руанских художников, членом Индустриального общества Руана (с 1916) и членом Общества друзей Руанского музея изящных искусств (1925).
Был кавалером французского ордена Академических пальм (1896) и бельгийского ордена Короны (1930).
Скончался Гастон Маншон в 1951 году в Руане.

## Галерея
- Раненый наполеоновский кирасир (с оригинала Теодора Жерико)
- Последнее путешествие (сцена похорон в Индии с оригинала Эдвина Лорда Уикса)
- Дафнис и Хлоя, 1895